# Wojciech Födrich
Wojciech Födrich – urzędnik terytorialny i sądowy na obszarze Galicji w Cesarstwie Austrii, burmistrz Sanoka.

## Życiorys
Urodził się na ziemi czeskiej. Był synem Jakuba, urzędnika tytoniowego.
Około 1827/1828 był syndykiem w magistracie Wadowic. Od około 1829 do około 1832 burmistrzem Sanoka.
Od około 1832 do około 1837 pełnił funkcję radcy w magistracie miasta Lwowa.
Od około 1837 do około 1846 był radcą w C. K. Sądzie Kryminalnym w Samborze.
Był żonaty z Marią z domu Hessel de Ehrenfeld. Miał z nią syna Roberta Franciszka Wojciecha (ur. 1829 w Sanoku).